# Ceroplastes deciduosus
Ceroplastes deciduosus är en insektsart som beskrevs av Morrison 1919. Ceroplastes deciduosus ingår i släktet Ceroplastes och familjen skålsköldlöss. Inga underarter finns listade i Catalogue of Life.